# Glenea coris
Glenea coris é uma espécie de escaravelho da família Cerambycidae. Foi descrita por Francis Polkinghorne Pascoe em 1867.

## Subespecie
- Glenea coris coris Pascoe, 1867
- Glenea coris longitarsis Schwarzer, 1930